# Samantha Paxinos
Samantha Paxinos (* 25. Februar 1988) ist eine botswanische Schwimmerin.

## Karriere
Paxinos trat bei den Olympischen Spielen 2008 in Peking an. Im Wettbewerb über 50 m Freistil erreichte sie Rang 70. Außerdem nahm sie an den Afrikaspielen 2007 in Algier teil.
Zusammen mit John Kamyuka war sie einer der ersten Schwimmer, die für Botswana an den Olympischen Spielen teilnahmen. Außerdem fungierte sie 2008 bei der Eröffnungszeremonie als Fahnenträgerin.